# Pipe Dream (Musical)
Pipe Dream ist das siebente Bühnenmusical des Autoren-Teams Richard Rodgers und Oscar Hammerstein II. Es beruht auf John Steinbecks Roman Sweet Thursday und kam am 30. November 1955 am Broadway heraus.

## Handlung

### I. Akt
Ärmlich, aber zufrieden leben die Leute ihren Alltag im ehemaligen Konservenfabrikviertel Cannery Row, der „Straße der Ölsardinen“ im Küstenstädtchen Monterey, Kalifornien. Doc, ein gebildeter Mann in mittleren Jahren, ist das „Zentralgestirn“ im Quartier: Wird Rat gebraucht oder mal ein Dollar, oder ist eine Wunde zu versorgen, dann kommt man zu Doc (der allerdings Meeresbiologe ist und kein Arzt). Abgöttisch verehrt wird Doc von Hazel, einem intellektuell nicht sehr beschlagenen jungen Mann, der zusammen mit acht anderen arbeitslosen Männern unter der Führerschaft des einfallsreichen Mac das „Palace Hotel“ bewohnt, einen umfunktionierten Fischmehl-Lagerschuppen. Eine weitere Institution im Quartier ist die „Flotte Flagge“, das von der resolut-mütterlichen Fauna geführte örtliche Freudenhaus.
Eines Nachts erscheint Mac in Docs mit allerlei Büchern, Kunstdrucken, Gerätschaften, Präparaten, Käfigen und Aquarien angefülltem Wohn-Labor; er bringt eine junge Frau, Suzy, die sich an einer zerbrochenen Ladenscheibe verletzt hat. Doc verbindet Suzys Hand. Suzy hat kein Zuhause und ist auf ihrem Weg durchs Land in Cannery Row gestrandet, weil ihr das Geld ausgegangen ist. Aus dem Schaufenster von Joes Kramladen wollte sie sich etwas zu essen stehlen. Der Polizist Jim sähe Suzy am liebsten wieder verschwinden, aber Fauna nimmt sie zu sich in die Flotte Flagge.
Einige provozierende Bemerkungen Suzys haben Doc zu der Behauptung hingerissen, er arbeite an einer bedeutsamen Studie. Aber alle wissen, dass die Wissenschaft nicht Docs Sache ist – nur er selbst weiß es nicht. Er macht sich vor, seine Schreibblockade sei durch das Fehlen geeigneter Forschungsausrüstung bedingt. Mac möchte Doc durch den Kauf eines besonders guten Mikroskops helfen. Zur Finanzierung wollen er und die „Jungs“ ihren einzigen Besitz im Rahmen einer Tombola veräußern: das Palace Hotel. Der Plan hat einen Nebensinn, denn das Gebäude gehört in Wahrheit dem windigen Joe – ohne dessen Wissen. Indem das Gewinnerlos Doc untergeschoben werden soll, wollen die Jungs ihr Wohnrecht absichern.
Fauna hat unterdessen feststellen müssen, dass Suzys direkte Art den Kunden der Flotten Flagge die Laune verdirbt und dem Geschäft schadet. Ohnehin ist sie seit langem auf der Suche nach der richtigen Frau für Doc, und nicht ganz zu Unrecht hält sie Suzy für passend. In der Tat hat es zwischen Doc und Suzy gefunkt, doch der eingefleischte Junggeselle und die eigensinnige Streunerin wollen es sich nicht eingestehen. Unter einem Vorwand arrangiert Fauna ein Rendezvous der beiden in Sonny Boys Strandlokal. Leider geht die Sache nach hinten los. Beim anschließenden Tête-à-Tête in den Dünen rührt Doc Suzy nicht an, und diese ist nun umso mehr überzeugt, dass sie nichts wert sei und Doc „eine wie sie“ ohnehin nicht wolle.

### II. Akt
Fauna will nun stärkere Geschütze auffahren: Für die Palace-Hotel-Verlosung, die im Rahmen eines großen Kostümfestes stattfinden soll, wird Suzy mit einem Brautkleid ausgestattet und soll den aktuellen Hitparaden-Song „Will You Marry Me?“ darbieten, so dass Doc sich ihrer Reize bewusst wird und die Idee einer Heirat sich in seinem Kopf festsetzt. Um die Sache nicht allzu offensichtlich erscheinen zu lassen, wird der ganze Abend unter das Motto „Schneewittchen und die sieben Zwerge“ gestellt und Suzys Aufmachung als Schneewittchenkleid „verkauft“.
Doch abermals enden alle Pläne in einem Desaster: Auf dem Fest, wo alle in den phantastischsten passenden und unpassenden Kostümen erscheinen, fliegt die getürkte Verlosung beinahe auf, und Hazel sorgt als „Schöner Prinz“ mit Federn und Puscheln für betretendes Schweigen. Doc reagiert auf Suzys Auftritt zunächst mit Abwehr, ehe er übertrieben in den vermeintlichen Spaß einstimmt, so dass Suzy schließlich verzweifelt die peinliche Maskerade abwirft und davonläuft. Die Party endet in allgemeinem Chaos und Prügelei.
Suzy verlässt die Flotte Flagge und richtet sich ein bescheidenes Zuhause in einem ausrangierten, auf einer Brache abgestellten großen Dampfkessel ein, der „Pipe“. Hier wehrt sie den schmierigen Joe ebenso ab wie die Avancen Docs, der sich nun tatsächlich seine Gefühle für Suzy eingesteht.
Ganz Cannery Row ist in Sorge über Docs verzweifelten Gemütszustand. So verfällt Hazel auf die Idee, dem schlafenden Doc mit einem Baseballschläger den Arm zu brechen. Suzy sieht sich veranlasst, den hilfsbedürftigen Doc aufzusuchen, und zur Freude aller springen die beiden endlich über ihren Schatten und bekennen sich zueinander. Gerade will Suzy Doc mit seinem Auto nach La Jolla fahren, um ihm dort bei seiner Sammelarbeit am Strand zu helfen, als die Jungs vom Palace Hotel voller Stolz ihr Geschenk für Doc bringen – allerdings haben sie für den Tombola-Erlös irrtümlich nicht ein Mikroskop, sondern das größte verfügbare Teleskop gekauft.

## Gesangsnummern

### I. Akt
- „All Kinds Of People“ – Doc
- „The Tide Pool“ – Hazel, Mac, Doc
- „Everybody’s Got A Home But Me“ – Suzy
- „All Kinds Of People“ (Reprise) – Jim, Bill
- „On A Lopsided Bus“ – Mac, Ray, Jungs
- „Bum’s Opera“ – Joe, Jungs, Fauna
- „On A Lopsided Bus“ (Reprise) – Hazel, George, Mac, Alec
- „The Man I Used To Be“ – Doc
- „Sweet Thursday“ – Fauna
- „Suzy Is A Good Thing“ – Fauna, Suzy
- „All At Once You Love Her“ – Esteban, Doc, Suzy

### II. Akt
- „The Happiest House On The Block“ – Fauna, ihre Mädchen
- „The Party That We’re Gonna Have Tomorrow Night“ – Mac, Company
- „We Are A Gang Of Witches“ – Fauna, vier Mädchen, Company
- „Will You Marry Me? “ – Suzy, Doc, Company
- „Thinkin’“ – Hazel
- „All At Once You Love Her“ (Reprise) – Esteban, Fauna
- „How Long?“ – Fauna, Doc, Company
- „The Next Time It Happens“ – Suzy, Doc
- Finale – Company

Die Revival-Produktion und Einspielung im Rahmen der Reihe „Encores!“ des New York City Center restituierte 2012 im I. Akt zusätzlich „Faunas Song“.

## Entstehung
Steinbeck konzipierte Sweet Thursday als Fortsetzung von Cannery Row in Hinblick auf eine mögliche Musical-Adaption. Initiatoren waren die Broadway-Produzenten Cy Feuer und Ernie Martin, die ursprünglich Frank Loesser als Komponisten und Liedtexter vorgesehen hatten. Da Loesser jedoch mit einem anderen Musical beschäftigt war, wandten sich Feuer und Martin an Rodgers und Hammerstein und konnten sie für das Projekt gewinnen.
Steinbeck übernahm die wichtigsten Schauplätze und Figuren des erfolgreichen Vorgängerromans. Während dieser jedoch (bis auf die von der Palace-Hotel-Clique unternommene Frosch-Jagd) weitgehend episodisch angelegt war, wurden nun mit der romantischen, konflikthaltigen Liebesgeschichte zwischen Doc und Suzy der erforderliche große Erzählbogen und mit dem Kostümfest ein dramatischer Kulminationspunkt eingefügt.
Sweet Thursday erschien Anfang 1954. Anders als die im Folgejahr produzierte Musical-Adaption, die in der damaligen Gegenwart spielt, ist Steinbecks Romanvorlage unmittelbar nach dem Zweiten Weltkrieg angesiedelt. Die Erfahrungen und Auswirkungen des Krieges werden zu Beginn des Romans ausdrücklich benannt: Die kriegsbedingte Aufhebung der Fangbeschränkungen hat die Fischbestände erschöpft, und die Konservenfabriken der Gegend sind nun geschlossen. Doc ist zum Sanitätsdienst eingezogen worden, hat den Krieg zwar relativ unbehelligt überstanden, doch sind seine Erlebnisse mit dafür verantwortlich, dass ihn die frühere Selbstgenügsamkeit verlassen hat.
Hammersteins Libretto, verfasst nach Vollendung von Steinbecks Roman, verwendet viel von dessen Originaltext. Einige Überarbeitungen im Verlauf der Proben und Tryouts führten allerdings dazu, dass, um ein „Familienpublikum“ nicht zu verstören, das Wesen der „Flotten Flagge“ und vor allem Suzys Betätigung als Prostituierte weniger unverblümt zur Sprache kamen als bei Steinbeck. Faunas Rolle konzipierten die Autoren für die im Wagner-Fach erfolgreiche Operndiva Helen Traubel, die sich gern auch als Nachtclubsängerin betätigte.
Für Fauna schrieben die Autoren dann auch den Quasi-Titelsong „Sweet Thursday“, einen Showstopper im etwas altmodischen, gemäßigt beschwingten Stil eines Cakewalk. Mit der Reprise des sanften „All At Once You Love Her“ wird Fauna im II. Akt ein weiterer emotionaler Höhepunkt gewährt – ein Song, der bereits 1955 von Perry Como gecovert wurde. Insgesamt schuf Rodgers für Pipe Dream eine klassisch-vielseitige Partitur mit dynamischen Ensembles („The Party That We’re Gonna Have Tomorrow Night“ und „How Long?“), den beiden korrespondierend nur von Männern und von Frauen gesungenen Walzern „On A Lopsided Bus“ und „The Happiest House On The Block“ und komischen Nummern wie „The Tide Pool“ und „Thinkin’“. Für mexikanisches Kolorit sorgen Joes „Bum’s Opera“ im Stil eines Calypso sowie Estebans spanisch gesungene Serenade. Suzy wird bei ihrem ersten Auftritt durch die melancholische Ballade „Everybody’s Got A Home But Me“ eingängig charakterisiert. „The Next Time It Happens“ erscheint textlich und melodisch besonders gelungen und wurde in die Revivals von State Fair (1996) und Flower Drum Song (2001) übernommen.

## Produktion
Die Rollen von Doc und Suzy wurden schließlich mit William Johnson und Judy Tyler besetzt. Die Orchestrierung stammt von Robert Russell Bennett, das Arrangement der Tanznummern von John Morris. Zum Team der Uraufführungsproduktion gehörten der Dirigent Salvatore Dell’Isola, der Regisseur Harold Clurman, der Choreograf Boris Runanin und der Bühnenbildner und Lichtgestalter Jo Mielziner. Die Premiere im New Yorker Shubert Theatre fand am 30. November 1955 statt.
Mit 1,2 Millionen US-Dollar erzielte das Stück die bis dahin höchsten Ticket-Vorverkäufe in der Geschichte des Broadway. Bei den Tony Awards 1956 erhielt Pipe Dream neun Nominierungen und wurde in der Kategorie Bestes Kostümbild für die Arbeit von Alvin Colt ausgezeichnet. Dennoch schloss die Uraufführungsproduktion am 30. Juni 1956 nach 246 Aufführungen, wohl vor allem infolge negativer Presseresonanz.
Das Stück steht heute im Schatten der großen Welterfolge von Rodgers und Hammerstein wie Oklahoma!, The King and I, Carousel oder The Sound of Music. Eine geplante Verfilmung mit den Muppets (mit Miss Piggy als Fauna) kam nicht zustande. Produktionen fanden zuletzt in New York City (2012) und London (2013) statt. Im deutschsprachigen Raum kam Pipe Dream bislang (2022) nicht auf die Bühne.

## Themen
Historie und Einzelschicksal

Obwohl ganz zu Anfang so nicht geplant, besaß die Zusammenarbeit Steinbecks und Hammersteins eine gewisse Zwangsläufigkeit. Die preisgekrönten Autoren stellten beide die Zeitgeschichte und das „einfache“ Amerika ins Zentrum ihrer künstlerischen Arbeit. Rodgers’ und Hammersteins Erfolgsmusical Oklahoma! von 1943 liest sich wie eine Entgegnung auf Steinbecks vier Jahre zuvor erschienenen Bestseller Früchte des Zorns: Während der Roman den Exodus aus dem Dust Bowl Anfang der 1930er Jahre darstellt, hat das Bühnenstück die vorausgegangene Aufbruchstimmung der Siedler anno 1907 zu Thema – dieselbe Generation, die im Musical die Gründung des Bundesstaates Oklahoma feiert, muss später aus der Heimat in Richtung Kalifornien flüchten, wo sie als „Okies“ brutal ausgegrenzt werden.
Steinbeck wie Hammerstein porträtierten „normale“ Menschen und ihre Suche nach dem Glück und nach ihrem Platz im Dasein. Huren und Tagediebe werden mit Sympathie und Humor gezeichnet und auch, aus heutiger Sicht, idealisiert. In den eigenbrötlerischen, nach Alter, Herkunft, Bildung und Status so verschiedenen Charakteren Doc und Suzy fand Hammerstein ein ungleiches, zur Identifikation einladendes Liebespaar, wie er es schon in Carousel, South Pacific oder The King and I ins Zentrum des dramatischen Geschehens gestellt hatte.
Liebe und Sexualität

Suzy und Doc reagieren auf ihre spontane, unbewusste Anziehung mit gegenseitiger Abwertung: Suzy stellt herausfordernd Docs Lebensweise in Frage, und Doc gibt Suzy das Gefühl, sie sei nichts wert. Dass sie einander brauchen, ist ein längerer Erkenntnisprozess. Insbesondere Suzy muss sich von fremden Zuschreibungen freimachen und Zutrauen in sich selbst und in andere gewinnen. Dass sie dabei ausgerechnet von der gewerbsmäßigen Liebeshändlerin Fauna unterstützt wird, ist nicht ohne Ironie. In jedem Fall haben die Frauen die klarere Sicht auf die Dinge und bestimmen, was geschieht.
Fauna und ihre Mädchen gehen ihrer Tätigkeit illusionslos und professionell nach. Sie begreifen die Flotte Flagge als „Betrieb“ (organization) und erwarten vom Leben nicht mehr, als sie haben. Von den Leuten im Viertel werden sie als fester Bestandteil der Gesellschaft akzeptiert. Desgleichen gilt als normal, dass Doc regelmäßig nächtlichen Damenbesuch empfängt, dass Hazel mit romantischer Leidenschaft an Doc hängt und dass das „Palace Hotel“ eine unkonventionelle Männer-Kommune beherbergt. Als Bedrohung erscheint es eher, wenn mit Suzy jemand Neues in die funktionierende Gemeinschaft hineindrängt oder wenn Joe, „der Mexikaner“, Frauen generell als Freiwild betrachtet, das keinem Mann allein gehört.
Gemeinschaft

In Cannery Row ist das Private öffentlich. Dem Willen der Autoren nach gehört zu jedem Bühnenbild eines Hausinneren, durch ein Fenster- oder Tür-Element nur andeutungsweise abgetrennt, auch ein die Straße darstellender Bereich am Rand der Szenerie. Die Figuren betreten jeden Raum, ohne auf ein „Herein!“ zu warten. Was drinnen geschieht, wird ständig auch draußen wahrgenommen, verbreitet und reflektiert.
Hazel und Doc sind bestürzt, dass der immer so ausgeglichene und hilfsbereite Doc nun selbst verquält und hilfebedürftig ist, und sie setzen alles daran, etwas gegen Docs Nöte zu tun und sich so für erfahrene Freundschaft zu revanchieren. Denn alles ist ein Nehmen und Geben. Die eingeschworene Gemeinschaft von Cannery Row kann nur funktionieren, wenn ihre einzelnen Mitglieder wohlauf sind. Nicht immer wird dabei Rücksicht darauf genommen, ob Hilfe überhaupt willkommen ist. Und oft genug schlagen die ausgetüftelten Rettungspläne auch fehl, was freilich nur zu neuerlichen Manövern anstachelt.
Ein Raum für sich allein

Zwar ist die Flotte Flagge ihrem Wesen nach ein öffentlicher Ort, und in Docs Labor und im Palace Hotel gehen die Besucher ständig nach Belieben ein und aus. Dennoch: Wenn Faunas Weihnachtskarte für ihre Kunden das Etablissement als „happiest house on the block“ beschreibt, so sind damit zwar indirekt-augenzwinkernd die dort angebotenen Dienstleistungen gemeint. Die Formulierung drückt aber zugleich aus, was die Flotte Flagge für ihre Bewohnerinnen ist, nämlich ein gemütliches Zuhause mit geblümten Chintz-Sofas und Mensch-ärgere-dich-nicht-Brett. Ebenso nach eigenem Geschmack haben sich Doc seine Labor-Wohnung und Macs Mannen ihren Schuppen eingerichtet. Dass man ihnen ihr Heim wegnehmen könnte, sei es auch noch so improvisiert und kärglich, sorgt im Palace Hotel für größte Panik.
So ist auch Suzys Auszug aus der Flotten Flagge und die Inbesitznahme des alten Fabrik-Kessels ein deutliches Zeichen ihrer Selbstfindung und -ermächtigung. In der „Pipe“ (wörtlich „Röhre“, „pipe dream“ bedeutet Wunschtraum) ist Suzy ihre eigene Herrin, hier lebt sie endlich ein eigenes Leben nach ihrem eigenen Sinn. Indem sie ganz allein entscheidet, wem sie Zugang gestattet und wann sie ihren privaten Bereich verlässt und Gesellschaft sucht, zeigt sie sich am Ende emanzipierter als die übrige Gemeinschaft von Cannery Row.

## Einspielungen
- 1955 Original Broadway Cast Album unter der musikalischen Leitung von Salvatore Dell’Isola, mit Judy Tyler (Suzy), Helen Traubel (Fauna), William Johnson (Doc), G. D. Wallace (Mac), Mike Kellin (Hazel) – RCA Victor LOC-1023 (Vinyl, CD-Wiederveröffentlichung 1993)
- 2012 Live-Einspielung der Produktion im Rahmen der New York City Center Encores!, inszeniert von Marc Bruni und unter der musikalischen Leitung von Rob Berman, mit Laura Osnes (Suzy), Leslie Uggams (Fauna), Will Chase (Doc), Tom Wopat (Mac), Stephen Wallem (Hazel) – Ghostlight Records (CD)